# غروب جاودان محله سوم
غروب جاودان محله سوم (ژاپنی: ALWAYS 三丁目の夕日 Ōruweizu) یک فیلم ژاپنی در سبک درام به کارگردانی تاکاشی یامازاکی است که سال ۲۰۰۵ منتشر شد. فیلم در همان سال جایزه بهترین فیلم آکادمی فیلم ژاپن را برد. از بازیگران آن می‌توان به ماکی هوریکیتا، کویوکی و هیروکو یاکوشیمارو اشاره کرد.